# Лютова
Лютова — колишнє село у Яворівському районі. Відселене у зв'язку з утворенням Яворівського військового полігону. Поруч знаходяться колишні села Баси, Баніти, Микіщаки, Калили, Річки, Велика Вишенька.